# Эстевес, Науэль
Науэль Эстевес Альварес (исп. Nahuel Estévez Álvarez; род. 14 ноября 1995, Буэнос-Айрес) — аргентинский футболист полузащитник клуба «Парма».

## Клубная карьера
Эстевес — воспитанник клубов «Олл Бойз» и «Комуникасьонес». 16 августа 2014 года в матче против «Спортиво Итальяно» он дебютировал в Примера B Метрополитана в составе последнего. 14 февраля 2015 года в поединке против «Депортиво Арменио» Науэль забил свой первый гол за «Комуникасьонес». В 2017 году Эстевес перешёл в «Эстудиантес» и сразу же был отдан в аренду в «Атлетико Сармьенто». 18 ноября в матче против «Нуэва Чикаго» он дебютировал в Примера B Насьональ. 3 июня 2018 года в поединке против «Сан-Мартин Тукуман» Науэль забил свой первый гол за «Атлетико Сармьенто». По окончании аренды игрок вернулся в «Эстудиантес». 25 августа в матче против «Бельграно» он дебютировал в аргентинской Примере. 21 октября в поединке против «Атлетико Тукуман» Науэль забил свой первый гол за «Эстудиантес».
В 2020 году Эстевес на правах аренды перешёл в итальянскую «Специю». 25 октября в матче против «Пармы» он дебютировал в итальянской Серии A.
Летом 2021 года игрок был арендован «Кротоне». В матче против «Реджины» он дебютировал в итальянской Серии B. В 2022 году Эстевес перешёл в «Парму». 12 августа в матче против «Бари» он дебютировал за новую команду. 3 сентября в поединке против «Дженоа» Науэль забил свой первый гол за «Парму».